# 蚊子草属
蚊子草屬（Filipendula）為蔷薇科的一個屬，其下一共有12种草本開花植物，全部分佈于北半球的溫暖地帶。高度可達2米，開密集小花，花瓣有五片。